# Moudou Kouta
Moudou Kouta – czadyjski piłkarz, grający na pozycji pomocnika, trener piłkarski.

## Kariera piłkarska

### Kariera klubowa
Występował w klubach z Czadu.

## Kariera trenerska
Po zakończeniu kariery piłkarskiej rozpoczął karierę szkoleniową. W 2006 prowadził narodową reprezentację Czadu. Od 2010 do 2011 trenował klub z Gwinei Równikowej Sony Ela Nguema. Od września 2011 do grudnia 2013 ponownie kierował reprezentacją Czadu.